# ألان رايت (لاعب كريكت)
ألان رايت (3 مارس 1905 بنورثامبتون في المملكة المتحدة - 29 يوليو 1989 في المملكة المتحدة) (بالإنجليزية: Alan Wright)‏ هو لاعب كريكت بريطاني (وحمل سابقاً جنسية المملكة المتحدة لبريطانيا العظمى وأيرلندا). لعب مع نادي مقاطعة نورثامبتونشير للكريكت ‏.

## وصلات خارجية
- ألان رايت على موقع إي آس بي آن كريك إنفو (الإنجليزية)